# شنت برية

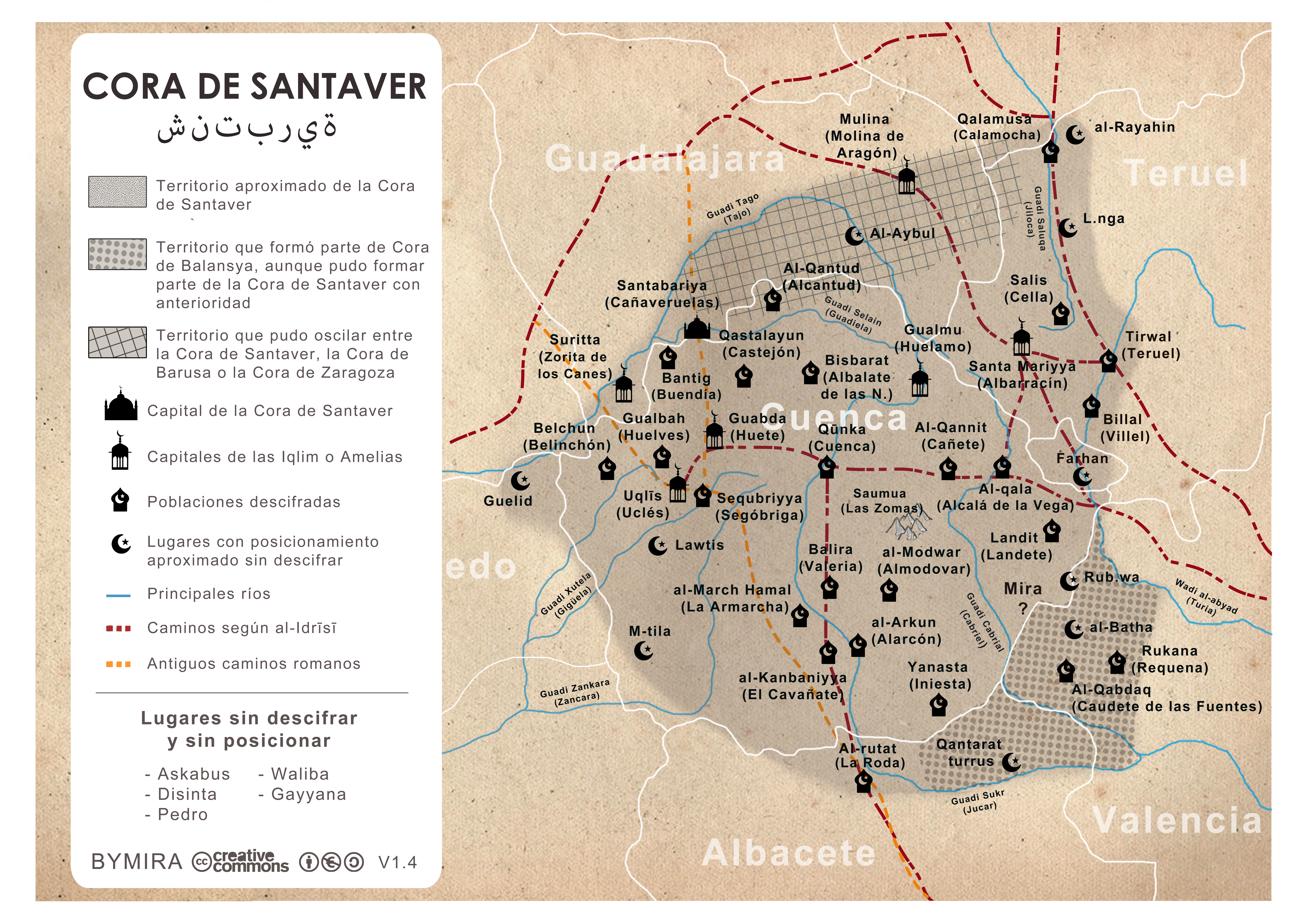

شنت برية (بالإسبانية: Santaver)‏ هي إحدى كور الدولة الأموية في الأندلس وقاعدتها في ذلك العصر مدينة أقليش، وهي الآن مقسمة بين مقاطعات قونكة ووادي الحجارة ومقاطعة طرويل. اسمها العربي جاء من اسم Celtiberia، وهو الاسم الذي كانت المقاطعة تُعرف به أثناء عصر الإمبراطورية الرومانية، التي كانت تضم أول عاصمة للرومان في إسبانيا.